# 波西米亚天堂
波西米亚天堂是位於捷克波希米亚的一個自然保護區。1955年，捷克斯洛伐克當局宣佈成立波西米亚天堂。一開始波西米亚天堂面积为95平方公里； 後來面积擴大到182平方公里。 